# Khirbat Shema
Khirbat Shema est un site archéologique situé en Israël, au pied du mont Méron.

## Le site
C'est le lieu de sépulture traditionnel de Shammaï (mort en 30 ap. J.-C.), contemporain et opposant de Hillel l'aîné. 
Plusieurs chercheurs ont identifié le site avec l'ancien Tekoa de Galilée, bien qu'aucune preuve n'ait été découverte pour vérifier cette interprétation. L'archéologue américain Eric M. Meyers a fouillé le site de 1970 à 1972 pour le compte des American Schools of Oriental Research.  
Les fouilles ont permis de découvrir un grand mausolée, de nombreuses tombes et une ancienne synagogue. 
Bien qu'il existe peu de preuves de la colonisation hellénistique tardive et de la fin de l'époque romaine sur le site, l'essentiel des pièces de monnaie suggère que le site a été peuplé de 180 à 419, époque où il a été détruit par un tremblement de terre.